# ائوآ
ائوآ (به لاتین: ʻEua) یک جزیره در تونگا است که در تونگا واقع شده‌است.

## خصوصیات
ائوآ ۵٬۰۱۶ نفر جمعیت دارد و ۳۱۲ متر بالاتر از سطح دریا واقع شده‌است.